# オレンジ郡区 (アイオワ州ブラックホーク郡)
オレンジ郡区は、アメリカ合衆国、アイオワ州、ブラックホーク郡にある17の郡区の一つである。2000年の国勢調査で、人口は385人だった。

## 地理
オレンジ郡区は、47.2平方キロメートル（18.22平方マイル)で、組み込まれている自治体(incorporated settlements)は存在しない。